# Kalipakis
Kalipakis is een bestuurslaag in het regentschap Kendal van de provincie Midden-Java, Indonesië. Kalipakis telt 1818 inwoners (volkstelling 2010).